# Aanspreker

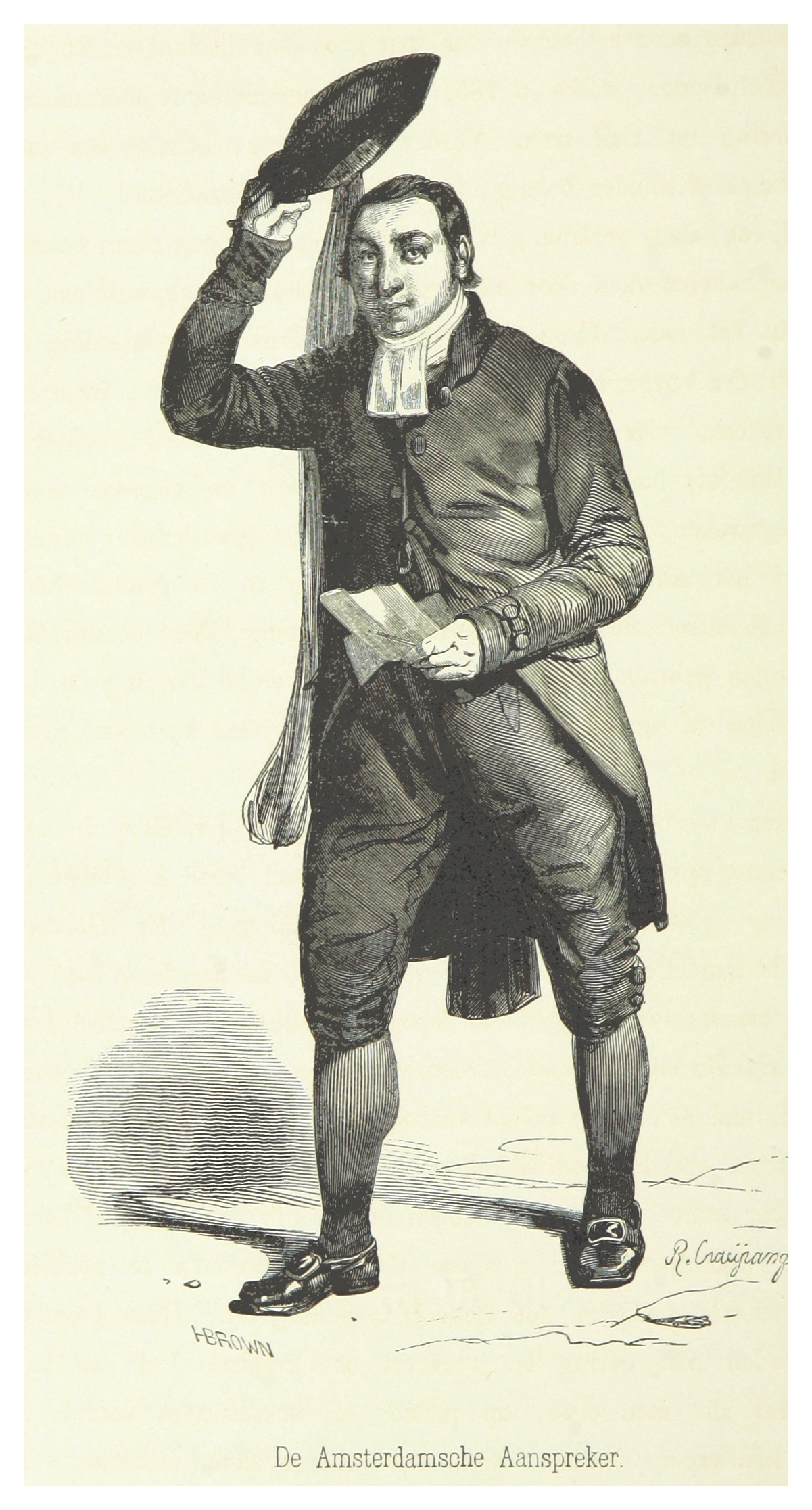
De Amsterdamsche Aanspreker, 1855

Aanspreker of aanzegger, ook wel doodbidder, was een beroep dat tot na de Tweede Wereldoorlog bestond. De taak bestond eruit om aan huis de nabestaanden in kennis te stellen van een overlijden. De aanspreker kon ook de aangifte van het overlijden doen bij de burgerlijke stand en eventueel de begrafenis regelen. Door de komst van telefonie stierf de functie uit. De heren waren uiteraard gekleed in zwarte rouwkostuums en droegen zwarte hoeden. Ze hadden lijsten bij zich met adressen waar ze langs moesten gaan en brieven om voor te lezen of te overhandigen.

## Geschiedenis
Vanwege beperkte communicatiemiddelen in het verleden, was het vaak moeilijk om alle familie en vrienden in kennis te stellen van een overlijden. Hiervoor werd een aanspreker ingeschakeld. Deze ambachtslieden maakten in latere jaren niet alleen het overlijden bekend; ze nodigden familie en vrienden ook ter begrafenis en organiseerden eventueel andere onderdelen van de uitvaart. De genoemde onderdelen konden ook los worden verzorgd. Het werk bestond voor het grootste deel alleen uit het aanzeggen van een sterfgeval en het bijbehorend nodigen van gasten. Veelal werd de begrafenis zelf geregeld door de buurt of het gilde waartoe de overledene behoorde.
De aansprekers konden zich ook verenigen in een gilde, zoals het doodbiddersgilde dat in Leiden in de 17e eeuw werd opgericht. Aansprekers hoefden echter geen verplichte leertijd te doorstaan of proeve van bekwaamheid af te leveren, zoals bij andere gildes gebruikelijk was.
In 1696 vond in Amsterdam het zogenoemde Aansprekersoproer plaats, naar aanleiding van een nieuwe belasting die zou worden ingevoerd op het begraven.

## Afbeeldingen

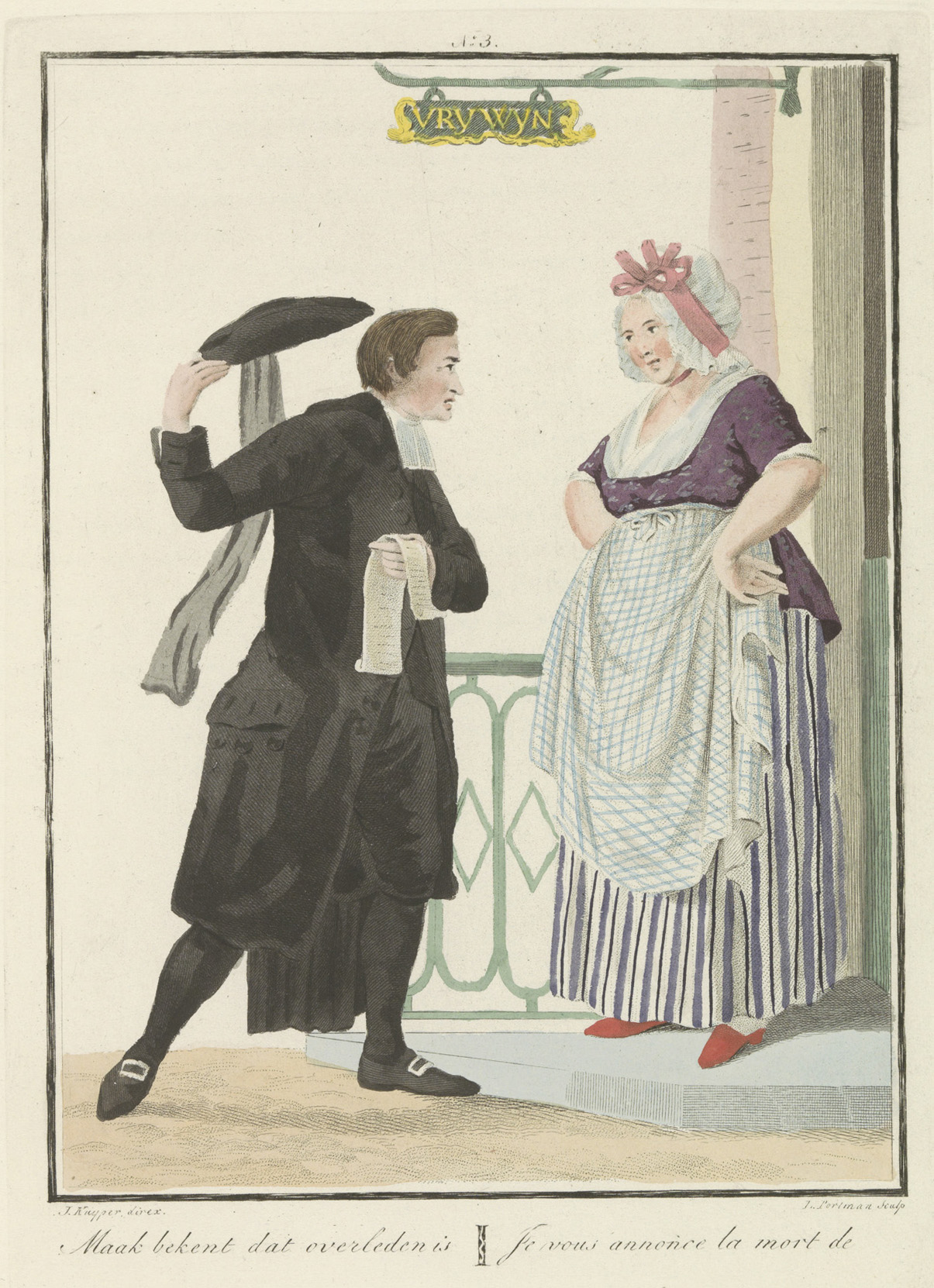
Aanspreker bij een dame aan de deur van een proeflokaal, 19e-eeuwse prent
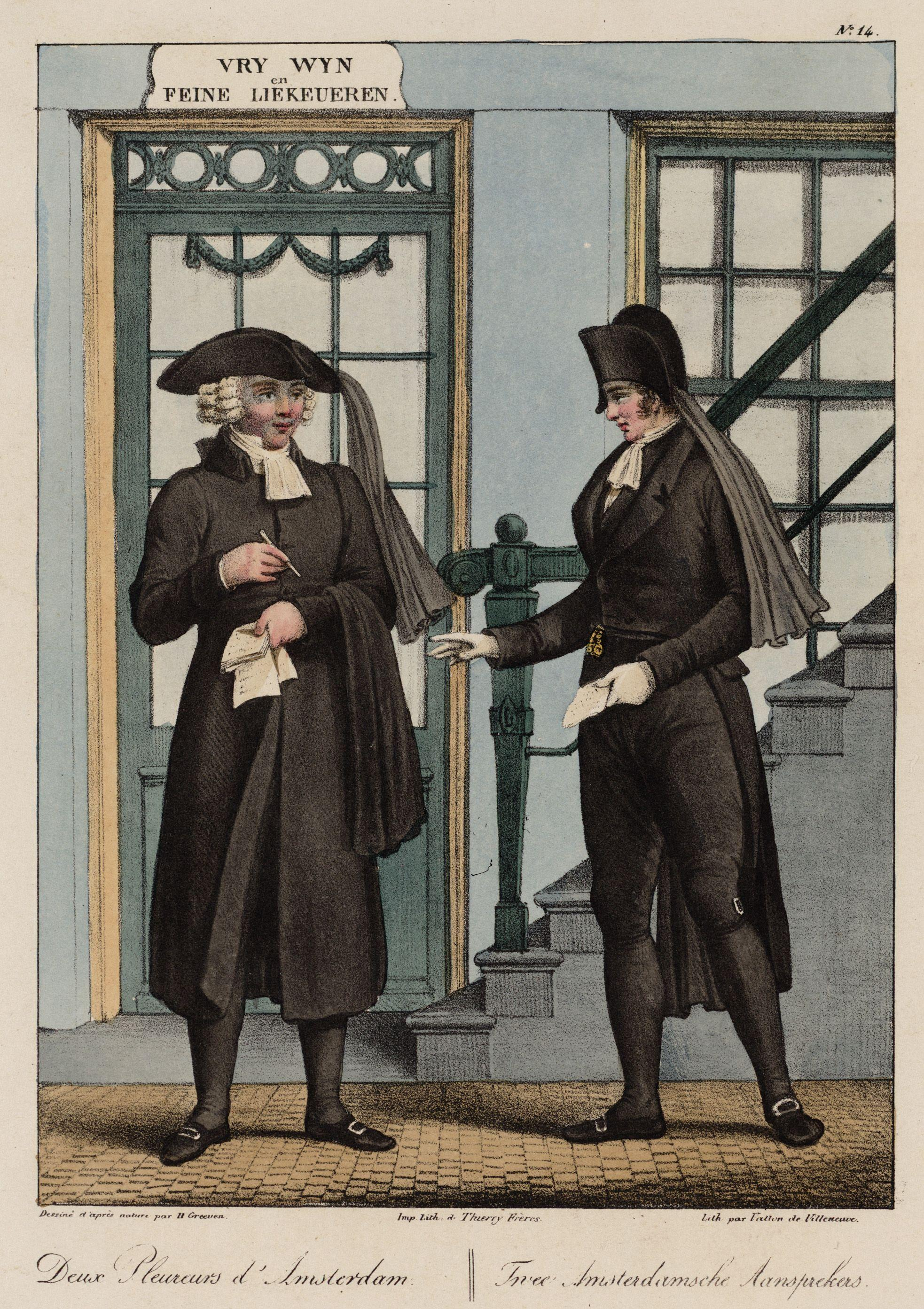
Twee Amsterdamse aansprekers voor een wijnlokaal, 19e-eeuwse prent
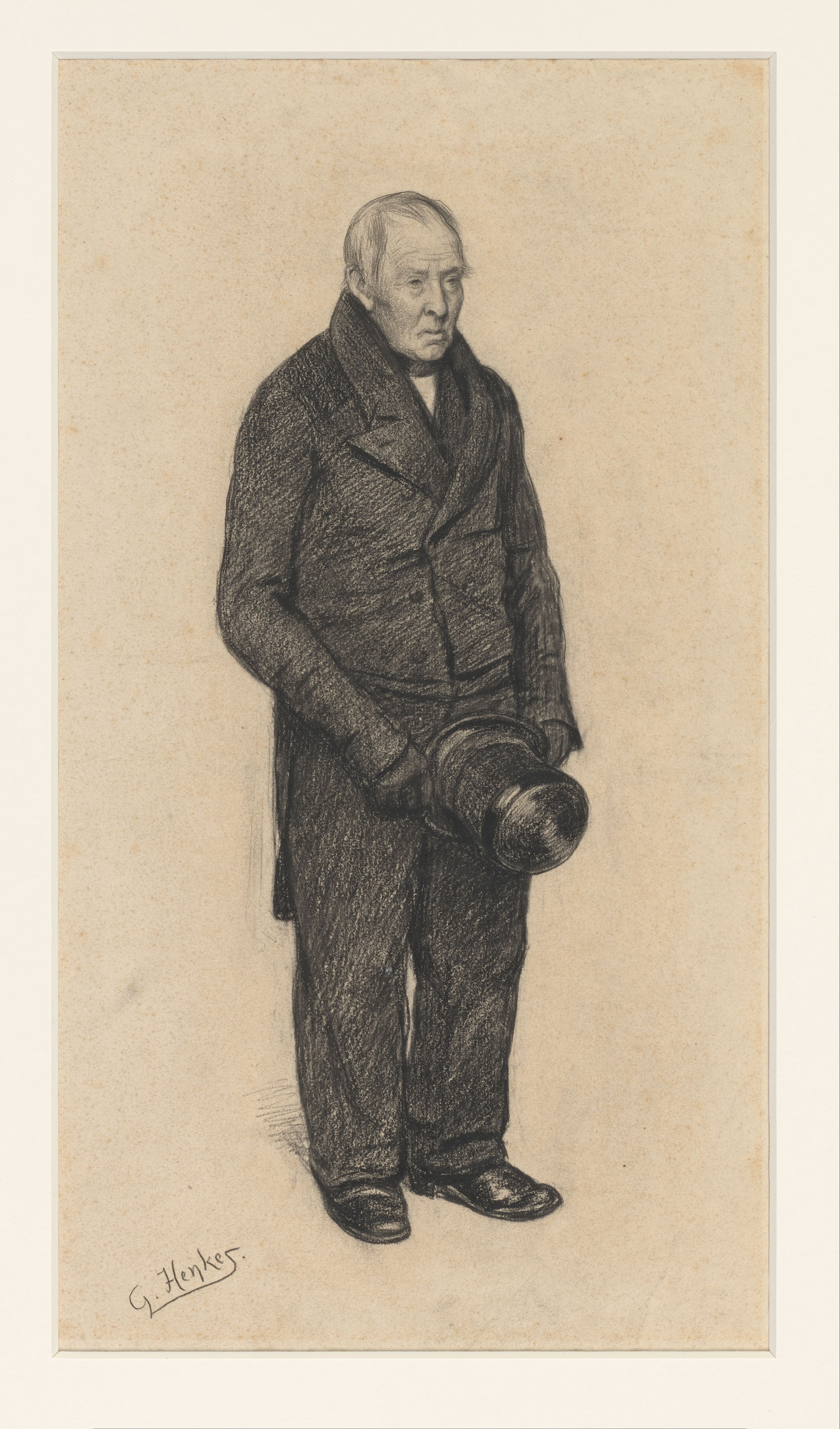
Aanspreker, tekening door Gerke Henkes
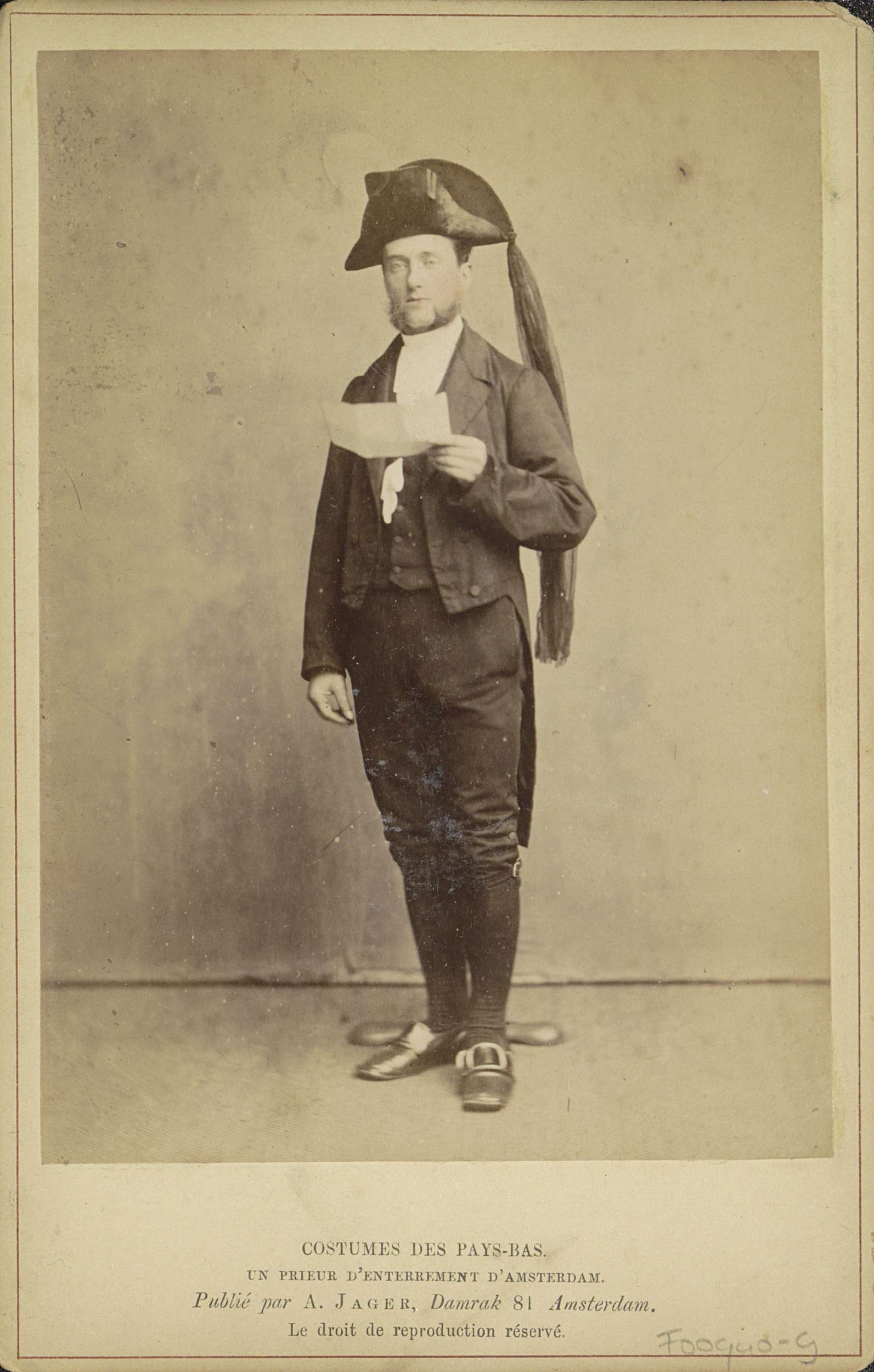
Amsterdamse aanzegger, 19e-eeuwse foto